# Crazy for You
"Crazy for You" é uma canção gravada pela cantora estadunidense Madonna, incluída na trilha sonora do filme Vision Quest de 1985. A gravadora Geffen Records o lançou como o primeiro single do álbum em 2 de março de 1985. Posteriormente, foi lançado novamente pela Sire Records em fevereiro de 1991, para promover o primeiro álbum de compilação de Madonna, The Immaculate Collection (1990), e também figurou nos álbuns de grandes sucessos da cantora; Something to Remember (1990) e Celebration (2009). Os produtores Jon Peters e Peter Guber e diretor musical Phil Ramone decidiu escolher Madonna depois de ouvir suas gravações anteriores, de modo que eles contrataram John Bettis e Jon Lind para compor a canção. Depois de ler o roteiro do filme, ambos criaram a faixa na cena em que os personagens principais se encontram em uma boate. As primeiras sessões de gravação não os impressionaram e eles temiam que "Crazy for You" fosse removido da trilha sonora. No entanto, eles ficaram satisfeitos quando uma nova versão da obra foi gravada.
John Benitez estava encarregado da produção e foi a primeira vez que ele trabalhou em uma balada, já que ele estava associado à produção de canções dance pop. No começo, a Warner Bros. Records não queria que a música fosse lançada como single, porque ele acreditava que isso iria ofuscar o segundo álbum de estúdio da cantora, Like a Virgin. No final, Peters e Guber convenceram os funcionários da empresa a lançá-lo no mercado. "Crazy for You" significou uma nova direção musical para Madonna, já que ela nunca havia gravado baladas e foi a primeira a ser lançada como single. Sua instrumentação oferece caixas, harpa, sintetizadores e acordes de guitarra elétrica. A obra descreve um amor extremo pelo outro e contém declarações sobre um desejo sexual entre dois amantes.
De um modo geral, "Crazy for You" tinham opiniões positivas dos críticos e até mesmo ganhou uma nomeação para o Grammy Awards em 1986, na categoria de Melhor Performance Vocal Pop Feminina. Também foi incluído em inúmeras listas de melhores músicas da cantora. Do ponto de vista, tornou-se a segunda Madonna a alcançar o número um na tabela da Billboard Hot 100, também alcançou a mesma posição na Austrália e Canadá. Ele também ficou em segundo lugar na tabela da Irlanda, Nova Zelândia e do Reino Unido, onde neste último país recebeu uma certificação de ouro atribuído pela British Phonographic Industry (BPI). Madonna cantou "Crazy for You" em duas suas excursões musicais: The Virgin Tour de 1985 e dezenove anos após a Re-Invention World Tour de 2004. Vários artistas regravaram a música de seu lançamento, dentre as quais se destacam as bandas Groove Armada e New Found Glory, entre outros.

## Antecedentes e desenvolvimento

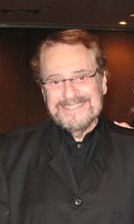
Foi o diretor musical Phil Ramone (foto) quem propôs que Madonna gravasse "Crazy for You".

"Crazy for You" é uma balada composta por John Bettis e Jon Lind; A gravadora Geffen Records o lançou em 2 de março de 1985 como o primeiro single da trilha sonora do filme Vision Quest (1985). O filme dramático é sobre um lutador do ensino médio, interpretado pelo ator Matthew Modine. Os produtores Jon Peters e Peter Guber e o diretor musical Phil Ramone estavam cientes da então desconhecida Madonna, que assinou com a empresa Sire Records. Ramone a levou para jantar em sua casa na Carolwood Records, onde a cantora participou de alguns de seus vídeos musicais. Tanto ele como os demais executivos da Warner presentes ficaram impressionados com o estilo de autocontrole de Madonna e o uso de crucifixos e redes de pesca, por isso decidiram testar sua voz em um estúdio de Nova Iorque. Peters ficou surpreso com ela e designou Joel Sill, executivo encarregado da área músical da Warner Bros. Pictures, para lidar com a gravação das duas músicas do filme. Sill enviou o roteiro para Bettis e Lind; Segundo o primeiro, ele queria compor uma música sobre a situação, onde os personagens principais — um garoto e uma garota em uma casa — dançam juntos em uma boate. Nesse sentido, ele comentou:

"Estávamos improvisando e "Crazy for You" era algo que Jon estava cantando sobre essa parte da música. [A frase] foi realmente descritiva na cena do filme. [...] Depois disso, ele estava de férias no deserto quando [Sill] ligou e disse que Phil Ramone estava apaixonado pela música e queria entregá-la a Madonna. [Risos]"Borderline" estava na época e eu disse: "Com licença? Isso é para Madonna? Sério? Você pode cantar essa música?" Jon e eu ficamos surpresos com a escolha da artista na época, se você quer saber a verdade.

No Reino Unido , a música foi colocada à venda duas vezes, alcançando a segunda posição da lista oficial de singles do país. O segundo lançamento, em 1991, foi um mixagem feito pelos produtores Michael Hutchinson e Shep Pettibone e incluído no álbum de compilação de Madonna, The Immaculate Collection (1990). Além disso , foi incluída uma capa diferente da versão original, tirada pelo fotógrafo francês Stéphane Sednaoui. "Crazy for You" mais tarde foi incluído nos álbuns de grandes sucessos da cantora; Something to Remember (1990) e Celebration (2009).

## Gravação
Depois que Sill disse a Bettis e Lind que Madonna iria cantar a música, demorou algum tempo até que alguém ouviu algo da Warner Bros. Records. Nesse meio tempo, eles foram a uma das sessões e não ficaram satisfeitos com o processo de gravação de "Crazy for You". Bettis comentou: "Fomos a uma das sessões e, para ser sincero, essa sessão em particular não foi muito boa. [...] Jon e eu estávamos deprimidos pela forma como a música saiu. Acabamos de descobrir e ficamos um pouco nervosos que a música foi removida da fita. Bettis viajou para a Inglaterra para trabalhar no filme de fantasia Legend (1985) com o produtor musical Jerry Goldsmith. Foi lá que ele recebeu uma ligação de Lind, que o informou que uma nova versão da música havia sido gravada para lançala-la como single. Bettis ficou surpreso e foi à casa de Lind, onde recebeu com prazer a nova versão gravada. Essa teve um arranjo diferente do modelo anterior, realizado pelo compositor Rob Mounsey, que reorganizou a faixa original e adicionou coros. Bettis disse a esse respeito: "Devemos uma grande dívida de gratidão [a Mounsey]. Ele fez sucesso". John "Jellybean" Benitez , que foi contratado para produzira música, apresentou Mounsey ao projeto. Além disso, foi a primeira vez que Benitez trabalhou em uma balada, uma vez que estava associado à produção de temas de dance pop. No livro The Billboard Book of Number 1 Hits de Fred Bronson, disse:

"A música foi gravada ao vivo. Foi a primeira vez que produzi uma sessão ao vivo, em comparação com sintetizadores e baterias eletrônicas que fazem tudo. Eu estava tenso porque nunca tinha feito uma música como essa. [...] tudo o que fiz foi inteiramente por instinto. Tentei fazer a música de forma independente, mas ao mesmo tempo trabalhei nas duas cenas em que foi usada no filme".

Benitez também observou que "Crazy for You" era uma gravação importante para Madonna, pois, por ser uma balada, foi aceita publicamente nas rádios adulto contemporâneas. A cantora já teve sucesso com seus singles "Like a Virgin" e "Material Girl", portanto, ela queria mostrar que podia cantar em um gênero musical diferente. No entanto, Warner inicialmente não queria que a música fosse publicada como single, pois o lançamento do Vision Quest coincidia com o do seu segundo álbum de estúdio,  Like a Virgin, e o lançamento "Crazy for You" e ofuscasse a atenção do público com o álbum. Portanto, o chefe da Warner Bros. Records,Mo Ostin pediu ao presidente da empresa, Robert A. Daly, para remover as músicas da artista da trilha sonora do Vision Quest. Daly citou Peters e Guber em seu escritório e informou que eles tinham que remover as faixas; como consequência, Peters protestou e gritou com Daly, o que o fez escapar com medo e Warner permitiu que "Crazy for You" fosse lançado como single.

## Composição
"Crazy for You" significou uma nova direção musical para a cantora, já que ela não havia gravado baladas antes. Segundo Rikky Rooksby, em seu livro The Complete Guide to the Music of Madonna, a faixa é sofisticada, comparado aos seus singles anteriores. A instrumentação apresenta uma melodia de um instrumento de sopro de madeira e um acorde de guitarra elétrica, passando de um motivo para outro. Possui uma caixa no último ritmo de compasso, o que leva à qualidade sideral da maioria dos versos. Outros instrumentos utilizados são uma harpa, um sintetizador de graves e uma nota de pontuação curta. O ritmo completo da música não começa até o coro chegar. O grupetto na melodia permite voz de Madonna alongar mais sobre as notas altas.
De acordo com a pontuação que foi publicado no Musicnotes.com por Alfred Publishing Co., Inc., "Crazy for You" é definida como um compasso de 4/4, com ritmo médio de 104 batidas por minuto. É composto na clave de mi maiore o registro vocal de Madonna se extiende desde a nota sol♯4 a dó♯6. A canção segue a progressão harmônica de mi-lá-si-lá. Diferentemente de seus singles anteriores, a sequência do acorde não se repete e o refrão lentamente se esclarece ao ritmo da música. A letra fala de um amor extremo pelo outro e contém referências semelhantes à música "Then I Kissed Her" (1963) do The Crystals. Segundo o pesquisador Dave Marsh, a faixa declara um desejo sexual sincero entre dois adolescentes e menciona que a frase sou louca por você; "Toque-me uma vez e você saberá que é verdade" — não foi ambíguo e ajudou Madonna a tirar proveito dessa desambiguação.

## Recepção crítica
'Crazy for You' marcou uma nova direção na qual o artista pop poderia se destacar. Aqui, Madonna mostrou que ainda possuía o mesmo carisma e personalidade em uma oferta sedutora e suave. A música passou a transcender seu apelo além de seus fãs já leais, ao alcançar aqueles que haviam dispensado os estágios iniciais. Embora Madonna não tenha interferido na composição da balada, ela tem uma pitada de sua presença. Sua interpretação sugere uma forte sensação de desejo e desejo que certamente um artista menor teria estragado. Foi também a música de danças lentas no ensino médio por muitos, muitos anos. Quem entre você pode me dizer que não estavam imediatamente espaço para dançar com alguém quando você ouviu o preenchimento do tambor e orquestração?".

Enio Chiola, de PopMatters, em sua resenha do "Os 15 Melhores Singles de Madonna de Todos os Tempos", onde "Crazy for You" foi posto no número 9.
De um modo geral, "Crazy for You" ganhou comentários críticos de música positivos. Rikky Rooksby, autor de The Complete Guide to the Music of Madonna, chamou a música de "sofisticada", e Stephen Thomas Erlewine, da Allmusic, a chamou de um dos maiores sucessos de Madonna. O biógrafo J. Randy Taraborrelli, a caracterizou como "ousada" e sustentou que ela fornecia provas de que Madonna era vocalmente capaz de fazer uma balada séria. O escritor Andrew Morton sentiu que ele a consolidou como uma cantora talentosa e séria, que "estava ausente de suas últimas gravações". Allen Metz e Carol Benson, autores de The Madonna Companion: Two Decades of Commentary, disseram que parecia uma "versão de uma música adolescente de Connie Francis, que exala o estilo de uma antiga história de amor escrita à mão, especialmente na linha "É tão novo; eu sou louco por você". Edna Gundersen, do USA Today, em sua revisão de Something to Remember, declarou que estava "em movimento" e chamou os arranjos de "excelentes". Dave Marsh , em The Heart of Rock & Soul: The 1001 Greatest Singles Ever Made, disse que a coda da música, a cantora tornou-se "Crazy for You" uma canção de amor para adultos, e William McKeen, do Rock and roll is here to stay: an anthology, disse que "oferecia sexualidade agressiva para as mulheres". Scott Kearnan de Boston.com, em sua contagem dos 30 melhores singles de Madonna, ele mencionou que Madonna mostrou que poderia atingir o local com uma balada de sucesso.
Pelo contrário, Maria Raha, em seu livro Cinderella's Big Score: Women of the Punk and Indie Underground, comentou que "Madonna trouxe um baú cheio de letras debulhadas na longa tradição da música pop, o amor". Alex Henderson, da Allmusic, em sua crítica à trilha sonora do Vision Quest, acreditava que a outra música gravada, "Gambler" , deve ter sido um grande sucesso, em vez de "Crazy for You". Numa opinião menos positiva, Andrew Harrison, da revista britânica Select, descreveu ela como "chato". Por outro lado, um editor do site espanhol Jenesaispop, em um artigo sobre os sucessos e erros na lista de músicas do álbum Celebration (2009), ele elogiou a aparência de "Crazy for You" no álbum e declarou que era "tão válido para o amor quanto para o amor". amor por roupas".

### Agradeciamentos
Em 1986, "Crazy for You" foi indicado a categoria Melhor Performance Vocal Pop Feminina no Grammy Awards, mas perdeu o prêmio para "Saving All My Love for You", de Whitney Houston. Desde o seu lançamento, ele foi incluído em inúmeras listas das melhores músicas de Madonna; por exemplo, o editor Keith Caulfield, da Billboard, em seu ranking dos 40 maiores sucessos da tabela Billboard Hot 100, colocando-o na posição número três, atrás apenas de "Vogue" (1990) e "Like a Virgin" (1984). Em homenagem ao 53º aniversário de Madonna, Mark Graham, do canal VH1, criou a lista de 53 melhores músicas da cantora, e "Crazy for You" ficou em décimo terceiro lugar. Também foi incluído nas duas e cinco posições de suas melhores músicas em sites Examiner.com e How Stuff Works,? e Matthew Rettenmund de Boy Culture, desenhou uma contagem chamada "Percepção Imaculada: Cada Música de Madonna, do Melhor ao Pior", onde a faixa foi classificado em 61. Em 2003, os fãs da artista foram convidados a votar em seus vinte melhores singles, e "Crazy for You" estava no décimo primeiro lugar. Por outro lado, posicionou-se na quinta posição das 100 melhores músicas de 1985, produzida pela rádio WHTZ de Nova Iorque. A autora Sebas, de Jenesaispop, incluiu-a na vigésima sexta posição de sua Top 40 Madonna e disse: "Possivelmente uma das mais belas declarações de amor que foram cantadas. Um tópico muito bobo que, surpreendentemente, ganhou muito com o tempo". Louis Virtel, de The Backlot, comentaram que a faixa era apropriado para a trilha sonora de um filme sobre estudantes do ensino médio "melodramático". Ele continuou dizendo que também é indubitavelmente sincero, e talvez seja por isso que ele declarou sua música favorita em seu antigo catálogo. Finalmente, ele o incluiu na vigésima posição das 100 faixas mais destacadas da artista. Steve Peake, do About.com, em sua resenha das dez melhores músicas de Madonna dos anos 80, comentou que "Crazy for You": "Este single [...] está posicionado como a primeira grande balada de Madonna e permanece até hoje como uma melodia e uma interpretação agradável".
"Crazy for You" também apareceu nas listas das melhores músicas de amor; Assim, Bill Lamb, do About.com, colocou-a no 34º lugar das 100 melhores canções de amor de todos os tempos, e revelou que foi gravada de uma só vez. Cristin Maher, do PopCrush, incluiu -o no número um dos dez melhores canções de amor eo site Stereogum em 65 dos 100 grandes faixas de amor. Rod Little, colaborador do Yahoo!, ele o colocou nos números 6 e 14 de "As melhores baladas e músicas lentas da década de 1980" e no top 40 das canções de amor românticas de todos os tempos, respectivamente. Finalmente, foram colocadas no lugar 38 das 100 melhores canções de amor, pelo canal VH1.

## Apresentações ao vivo

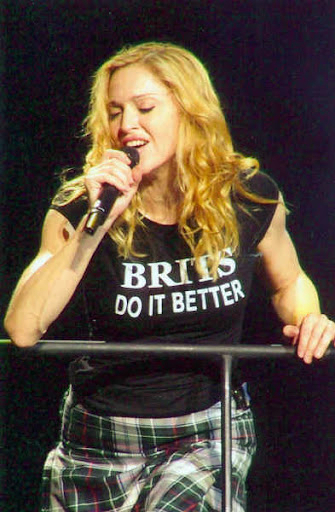
Madonna interpretando "Crazy for You" na turnê Re-Invention World Tour de 2004. Na camiseta que a cantor veste, você pode ler a frase "Brits Do It Better" — (Os Britânicos Fazem Melhor)—.

Madonna tocou "Crazy for You" pela primeira vez em sua primeira turnê, The Virgin Tour (1985); para a apresentação, ela usava uma blusa preta e uma saia longa da mesma cor, com o cabelo amarrado e um crucifixo pendurado no pescoço. A atuação foi simples: Madonna sentou-se na escada do palco e começou a interpretar a faixa. Paul Grein, editor de música da Billboard, comentou que "ele estava no seu melhor em "Crazy for You" e fez bom uso de uma qualidade vocal mais profunda e rouca, que reflete o foco sério das letras da música". Robert Hilburn, do Los Angeles Times, foi positivo em sua crítica ao concerto em Costa Mesa, Califórnia, e afirmou que "ela é uma cantora pop perfeitamente adequada que mostra sinais de ser boa em uma músicas como 'Crazy for You'". A performance foi inclusa no VHS da turnê, Madonna Live: The Virgin Tour, filmado em Detroit, Michigan, em 25 de maio de 1985.
Na turnê Re-Invention World Tour de 2004, ela apresentou a faixa no último segmento do show, Scottish-Tribal; nele, ele usava um kilt e uma camisa que usavam títulos diferentes em concertos diferentes. Ele costumava ter a estampa "Kabbalists Do It Better" — (Os Cabalistas fazem melhor) — embora nos shows na Inglaterra e na Irlanda ele tivesse as frases "Brits Do It Better" ou "Irish Do It Better" respetiamente — (Os Britânicos Fazem Melhor ou Os Irlandêses Fazem Melhor)—. Depois de terminar a interpretação de "Papa Don't Preach" (1986), ela dedicou "Crazy for You" aos seus fãs e passou a atuar em uma plataforma de elevação. Em algumas cidades que a turnê psssou, jogou a camisa para o público. jornalistas deram pareceres favoráveis à apresentação; John Hand, da BBC, chamou de "esplendor sentimental", e Liz Smith, do New York Post, disse que apresentou "melodias familiares" com "Crazy for You" e outras músicas. Por sua parte, Kelefa Sanneh, do New York Post, disse que apresentou "melodias familiares" com "Crazy for You" e outras músicas. Por outra parte, Kelefa Sanneh, del New York Times, em suas críticas ao concerto de 26 de maio de 2004 em Inglewood, Califórnia, descreveu como "nostálgico" o momento em que o público cantou a música com Madonna. Pelo contrário, Joshua Klein, do Chicago Tribune, sentiu que a intérprete parecia "completamente ridícula" tanto na interpretação de "Papa Don't Preach" quanto na de "Crazy for You". Ao contrário de outras canções executadas na turnê, não é destaque no álbum ao vivo I'm Going to Tell You a Secret, lançado em Junho de 2006.
Em 25 de fevereiro de 2016, durante sua Rebel Heart Tour, Madonna cantou "Crazy for You" na cidade de Manila para comemorar o 30º aniversário da Revolução do Poder Popular. Antes de começar a performance, ele comentou: "Acho que há 30 anos você lutou por sua liberdade, estou correto? [...] pela democracia e liberdade! Essa é a revolução do amor. E é por isso que um coração rebelde luta. Então, nesta ocasião muito especial, eu quero cantar essa música; então ele subiu ao palco e cumprimentou o público.

## Versões covers e uso na mídia
A banda acústica filipina MYMP gravou uma versão cover e lançou seu álbum New Horizon (2006). Em 2007, Groove Armada gravou um cover com Alan Donohoe da banda de rock The Rakes nos vocais para a compilação Radio 1 Established 1967. O New Found Glory gravou um cover pop punk da música com Max Bemis para o álbum de 2007 From the Screen to Your Stereo Part II. Um cover da música de Lion of Panjshir foi incluído na compilação do tributo a Madonna em 2007,  Through the Wilderness. Melissa Totten fez um cover do Hi-NRG para seu álbum de dança de 2008, Forever Madonna. Uma versão instrumental foi tocada no episódio 13 velas de Full House, quando Kimmy ousa beijar Kevin em sua festa. A gravação original de Madonna também foi destaque no filme de 2004 13 Going on 30, estrelado por Jennifer Garner. No final do filme, a música é tocada novamente, mas para significar a vida de Jenna Rink permanecendo no "bom caminho" 17 anos depois, e uma maior e moderna orquestração de rock/corda do compositor do filme Theodore Shapiro. Kelly Clarkson cantou a música durante sua turnê Stronger Tour de 2012 por solicitação de fãs em Bossier City, Louisiana. "Crazy for You" também foi destaque no filme de 2016 The Do-Over, com vocais de Adam Sandler e David Spade.
Em 1985, a canção foi incluída na trilha sonora internacional da novela A Gata Comeu, exibida pela Rede Globo às 18h. Porém, como a gravadora de Madonna, Sire, pertencente à WEA, hoje Warner Music, foi consultada tardiamente, a canção foi impedida de fazer parte da seleção. A Opus Columbia, da CBS, hoje Sony Music, retirou das lojas os discos da primeira prensagem do álbum — atualmente itens de colecionador, disputados a altos preços —, com a nova edição sendo substituída por "Smooth Operator", de Sade.

## Lista de faixas formatos
| Single em vinil de 7" canadense e americano |                                           |         |  |
| N.º                                         | Título                                    | Duração |  |
| 1.                                          | "Crazy For You" (versão do álbum)         | 4:08    |  |
| 2.                                          | "No More Words" (interpretada por Berlin) | 3:54    |  |

| Single de 7" promocional |                                     |         |  |
| N.º                      | Título                              | Duração |  |
| 1.                       | "Crazy for You" (versión del álbum) | 4:08    |  |
| 2.                       | "Gambler" (versão do álbum)         | 3:54    |  |

| Single em vinil de 7" australiano, europeu e japonês |                                                          |         |  |
| N.º                                                  | Título                                                   | Duração |  |
| 1.                                                   | "Crazy For You" (versión del álbum)                      | 4:08    |  |
| 2.                                                   | "I'll Fall In Love Again" (interpretada por Sammy Hagar) | 4:11    |  |

| Single em vinil de 7" brasileiro e mexicano |                                             |         |  |
| N.º                                         | Título                                      | Duração |  |
| 1.                                          | "Crazy For You" (versión del álbum)         | 4:08    |  |
| 2.                                          | "Only the Young" (interpretada por Journey) | 3:54    |  |

| Single em vinil de 7" britânico (1991) |                                                  |         |  |
| N.º                                    | Título                                           | Duração |  |
| 1.                                     | "Crazy for You" (remix)                          | 3:42    |  |
| 2.                                     | "Keep It Together" (Shep Pettibone Single Remix) | 4:30    |  |

| Single em vinil de 12" britânico |                                                          |         |  |
| N.º                              | Título                                                   | Duração |  |
| 1.                               | "Crazy For You" (versão do álbum)                        | 3:58    |  |
| 2.                               | "I'll Fall In Love Again" (interpretada por Sammy Hagar) | 4:11    |  |

| Single em vinil de 12" holandês |                                                          |         |  |
| N.º                             | Título                                                   | Duração |  |
| 1.                              | "Crazy For You" (versão do álbum)                        | 4:08    |  |
| 2.                              | "I'll Fall In Love Again" (interpretada por Sammy Hagar) | 4:11    |  |
| 3.                              | "Only the Young" (interpretada por Journey)              | 4:01    |  |

| Single em vinil de 12" britânico (1991) |                                           |         |  |
| N.º                                     | Título                                    | Duração |  |
| 1.                                      | "Crazy For You" (Remix)                   | 3:42    |  |
| 2.                                      | "Keep It Together" (Shep Pettibone Remix) | 7:50    |  |
| 3.                                      | "Into the Groove" (Shep Pettibone Remix)  | 8:08    |  |

| Maxi Single holandês |                                                          |         |  |
| N.º                  | Título                                                   | Duração |  |
| 1.                   | "Crazy For You" (versão do álbum)                        | 4:08    |  |
| 2.                   | "I'll Fall In Love Again" (interpretada por Sammy Hagar) | 4:11    |  |
| 3.                   | "Only the Young" (interpretada por Journey)              | 4:01    |  |

| Maxi Single europeu (1991) |                                           |         |  |
| N.º                        | Título                                    | Duração |  |
| 1.                         | "Crazy For You" (remix)                   | 3:45    |  |
| 2.                         | "Keep It Together" (Shep Pettibone Remix) | 7:46    |  |
| 3.                         | "Into the Groove" (Shep Pettibone Remix)  | 8:29    |  |

| Cassete Single britânico (1991) |                                           |         |  |
| N.º                             | Título                                    | Duração |  |
| 1.                              | "Crazy for You"                           | 3:42    |  |
| 2.                              | "Keep It Together" (Shep Pettibone Remix) | 4:30    |  |
| 3.                              | "Crazy for You" (Remix)                   | 3:42    |  |
| 4.                              | "Keep It Together" (Shep Pettibone Remix) | 4:30    |  |

## Créditos e equipe
- Madonna – vocais principais, vocais de apoio
- John Bettis – escritor
- Jon Lind – escritor
- John Benitez – produtor musical
- Rob Mounsey –  arranjo musical
- Greg Fulginiti – masterização

Créditos adaptados das notas da trilha sonora.

## Desempenho comercial
Após seu lançamento, "Crazy for You" obteve uma recepção comercial favorável no mundo. Nos Estados Unidos, tornou-se o segundo single número um de Madonna na tabela da Billboard Hot 100, depois de "Like a Virgin". Estreou lá no número ciquenta e cinco em 2 de Março de 1985; dois meses depois, ele alcançou a primeira posição e substituiu "We Are the World" do USA for Africa. Ele permaneceu nessa posição por uma semana, enquanto esteve presente na tabela vinte e uma semanas no total. Ele também se tornou o segundo número um de John Bettis como compositor, depois de "Top of the World" (1973) de The Carpenters. A princípio, Bettis duvidou que "Crazy for You" chegasse ao topo da tabela depois de passar três semanas consecutivas em segundo lugar, atrás de "We Are the World". Tanto ele como Lind comentaram: "Se você tem que perder contra algo que está em "We Are the World". Felizmente, na semana final o aumento das vendas da música, superamos "We Are the World", que permitiu conhecer o sucesso da música e da artista [Madonna]". A faixa também alcançou as posições dois e oitenta na tabela Adult Contemporary e R&B/Hip-Hop Songs, respectivamente. Na tabela anual de 1985 da Billboard Hot 100, foi posicionado em nono lugar e Madonna se tornou a maior artista pop do ano. Por outro lado, no Canadá , ele estreou no número 70 na tabela de singles da revista RPM, na edição de 16 de março de 65 e na décima primeira semana, alcançou o número um. Estava presente vinte e cinco semanas, e classificou-se sétimo na contagem anual de 1985.
Na Austrália e na Nova Zelândia, a música obteve resultados positivos em suas tabelas correspondentes. No primeiro, ele alcançou a primeira posição do Kent Music Report e substituiu o outro single de Madonna, "Angel"/"Into the Groove"; Isso fez da cantora a primeira artista na história da tabela australiana a se substituir na posição número um. Enquanto isso, no segundo país, ele entrou na décima quinta posição em 16 de junho de 1985; duas semanas depois, ele alcançou o topo na segunda, onde permaneceu por quatro semanas consecutivas nessa posição.
Após seu lançamento no Reino Unido em 8 de maio de 1985, "Crazy for You" estreou em 8 de junho daquele ano na 25ª posição do UK Singles Chart, e em três semanas atingiu o número dois. A popularidade de Madonna foi tanta que, quando o Vision Quest foi publicado em um vídeo caseiro naquele país, foi renomeado como Crazy for You, a fim de capitalizar seu sucesso. Em 1º de setembro, ele obteve uma certificação de ouro pela British Phonographic Industry (BPI), depois de vender mais de 400,000 cópias no país. Em 1991, as gravadoras Sire e Warner Bros. Records lançaram novamente a obra no Reino Unido como parte da promoção do álbum de compilação de Madonna, The Immaculate Collection; foi liberado em 2 de março e novamente ficou em segundo lugar na tabela. De acordo com a Official Charts Company, "Crazy for You" vendeu 766,000 cópias em todo o país até agosto de 2018. Situação semelhante ocorreu na Irlanda , quando alcançou o segundo e o terceiro lugar na tabela nos lançamentos de 1985 e 1991 respectivamente. Nos outros mercados europeus, alcançou as vinte primeiras posições na Bélgica, Espanha, Países Baixos, Suécia, Suíça e Europa, e o top 40 na Alemanha, Áustria e França.

### Tabelas semanais
| Tabela musical (1985)               | Melhor posição |
| ----------------------------------- | -------------- |
| Alemanha (GfK Entertainment Charts) | 26             |
| Austrália (Kent Music Report)       | 1              |
| Áustria (Ö3 Austria Top 40)         | 23             |
| Bélgica (Ultratop 50 de Flandres)   | 13             |
| Canadá (RPM Single Chart)           | 1              |
| Dinamarca (Tracklisten)             | 3              |
| Espanha (PROMUSICAE)                | 17             |
| Estados Unidos (Adult Contemporary) | 2              |
| Estados Unidos (Billboard 100)      | 1              |
| Estados Unidos (R&B/Hip-Hop Songs)  | 80             |
| Europa (Hot 100 Singles)            | 6              |
| França (SNEP)                       | 47             |
| Irlanda (IRMA)                      | 2              |
| Islândia (Íslenski Listinn Topp 40) | 10             |
| Japão (Oricon)                      | 4              |
| Nova Zelândia (Recorded Music NZ)   | 2              |
| Países Baixos (Dutch Top 40)        | 9              |
| Países Baixos (Single Top 100)      | 11             |
| Reino Unido (UK Singles Chart)      | 2              |
| Suécia (Sverigetopplistan)          | 13             |
| Suíça (Schweizer Hitparade)         | 16             |

| Tabela musical (1985)              | Posição |
| ---------------------------------- | ------- |
| Austrália (Kent Music Report)      | 3       |
| Canadá (RPM)                       | 7       |
| Estados Unidos (Billboard Hot 100) | 9       |
| Nova Zelândia (Recorded Music NZ)  | 3       |
| Países Baixos (Single Top 100)     | 58      |
| Reino Unido (UK Singles Chart)     | 16      |

| Região                                                                                 | Certificação | Vendas  |
| -------------------------------------------------------------------------------------- | ------------ | ------- |
| Reino Unido (BPI)                                                                      | Platina      | 766,000 |
| *vendas baseadas apenas na certificação ^distribuições baseadas apenas na certificação |              |         |